# جوازات سفر اللقاح خلال جائحة كوفيد 19
جواز سفر اللقاح أو إثبات التطعيم هي جوازات سفر المناعة التي استخدمت بوصفها معتمدة في عدد من البلدان والدول كجزء من الجهود المبذولة للسيطرة على جائحة كوفيد 19 عن طريق اللقاح. وعادة ما تصدرها سلطة حكومية أو صحية، وتتألف من باركود (رمز شريطي) قابل للمسح الضوئي، أو رمز استجابة سريعة، أو يمكن الوصول إليها على شكل ورقي، أو كجزء من تطبيق محمول. وقد تستخدم بطاقة لقاح كوفيد 19 كأساس للمصادقة وقد لا تستخدم. واعتبارًا من 5 أكتوبر عام 2021، أكثر من 46 بالمئة من سكان العالم قد أخذوا لقاح كوفيد 19.
يعتمد استخدام جوازات سفر اللقاح على الافتراض العام بأن الشخص الذي أخذ اللقاح سيكون أقل عرضة لنقل فيروس سارس كوف 2 للأخرين، وأقل عرضة للأعراض الشديدة (دخول المستشفى أو الوفاة) إذا كان مصابًا، وبالتالي ما يجعل التجمع أكثر أمانًا نسبيًا. ويستخدم عادةً جنبًا إلى جنب مع السياسات التي تفرضها الشركات الفردية، أو أوامر الصحة العامة واجبة التنفيذ، والتي تتطلب من المستفيدين تقديم دليل على أنهم تلقحوا جزئيًا أو كليًا ضد كوفيد 19 (أو بدلًا من ذلك، دليل على وجود اختبار كوفيد 19 حديث نتيجته سلبية. أو إصابة حديثة بكوفيد 19) كشرط للدخول أو الخدمة. قد تكون هناك استثناءات لمثل هذه التفويضات إذا كان الشخص غير قادر على أخذ اللقاح، لأسباب طبية مهما كانت نادرة، في حين أن بعض البلدان قد تسمح أيضًا بإصدارها للأفراد الذين يُعتقد أنهم طوروا مناعة ضد سارس كوف 2 عن طريق عدوى سابقة. ينطبق فرض الحكومة لجوازات سفر اللقاح عادة على الأماكن والفعاليات (مثل المطاعم المغلقة، والحانات، أو على الفعاليات ذات العدد الكبير مثل الحفلات الموسيقية والرياضات)، والشركات غير ضرورية مثل متاجر التجزئة أو الرعاية الصحية.
في دول مثل فرنسا، وإيطاليا، وأيرلندا، وكندا ازداد أخذ اللقاح بعد أن أعلنت مستويات مختلفة من الحكومات خططًا لفرض جوازات سفر اللقاح.
على الرغم من فوائد اللقاح في التقليل من المشاكل الاقتصادية والاجتماعية التي تسببها الجائحة، فإن جوازات سفر اللقاح مثيرة للجدل وأثارت مخاوف علمية وأخلاقية وقانونية. ويجادل النقاد بأن جوازات سفر اللقاح تنتهك الحريات المدنية. في الولايات المتحدة، لا يوجد جواز سفر لقاح على المستوى الوطني وقد حظرت بعض الولايات الأمريكية بشكل استباقي جوازات سفر اللقاح في بعض سياقات القطاع العام و / أو الخاص. ألغت إنجلترا برنامج جواز سفر اللقاح المخطط له في سبتمبر عام 2021.

## التاريخ والخلفية
أعربت العديد من الحكومات بما في ذلك فنلندا وألمانيا عن اهتمام مبكر بهذا المفهوم. نُظر إلى جوازات سفر اللقاح على أنها طريقة محتملة للسماح بتعافٍ اقتصادي أسرع من عمليات الإغلاق واسعة النطاق التي تنطبق على جميع السكان (خاصة في صناعات السفر والسياحة)، وتحسين ثقة المستفيدين المعنيين بصحتهم وسلامتهم، وتحفيز التلقيح من أجل احتمال وصول السكان إلى «المناعة الجماعية».
في مايو عام 2020، بدأت تشيلي بإصدار «شهادات تصريح» للمرضى الذين تعافوا من كوفيد 19، لكن «الوثائق لن تصادق على المناعة بعد». أعربت العديد من الحكومات بما في ذلك فنلندا وألمانيا والمملكة المتحدة والولايات المتحدة  عن اهتمامها بهذا المفهوم.
ونشرت الجمعية الملكية تقريرًا في 19 فبراير عام 2021، وفيه قالت الأستاذة ميليندا ميلز، المؤلفة الرئيسي للتقرير ومديرة مركز ليفرهولم للعلم الديموغرافي في جامعة أكسفورد: «إن فهم ما يمكن استخدام جواز سفر لقاح لأجله هو سؤال أساسي، هل هو حرفيًا جواز سفر للسماح بالسفر الدولي أم يمكن استخدامه محليًا للسماح لأصحابه بمزيد من الحريات؟ سيكون للاستخدام المقصود تداعيات كبيرة عبر مجموعة واسعة من القضايا القانونية والأخلاقية التي تحتاج إلى استكشاف كامل، ويمكن أن يميز أو يؤدي عن غير قصد إلى التمييز أو تفاقم عدم المساواة القائمة». ويسرد التقرير 12 معيارًا أساسيًا للمعيار الدولي.
في 12 مارس عام 2021، أعلنت منظمة إيكما الدولية عن نيتها إنشاء معيار دولي يمنع التزييف ويحمي البيانات الخاصة قدر الإمكان في «دعوة للمشاركة في المعايرة الدولية لجوازات اللقاح» التي أشارت إلى التقرير السابق الصادر عن المجتمع الملكي في المملكة المتحدة. وفي أغسطس عام 2021، أعلنت منظمة إيكما الدولية عن مراجعات إيكما - 417 (هيكليات لأنظمة الوصول الموزعة في الوقت الفعلي) ذات الصلة بمعايير جوازات سفر اللقاح.
كان سام رينسي، زعيم المعارضة الكمبودي، من أوائل المدافعين عن جوازات سفر المناعة أثناء جائحة كوفيد 19. وحين كان في المنفى وموقوفًا في باريس، اقترح جوازات سفر المناعة كوسيلة لمساعدة إعادة تشغيل الاقتصاد في سلسلة من المقالات التي بدأ بها في مارس عام 2020 ونشرت في ذا جيوبوليتيكس وذا بروسلز تايمز. ونشرت هذه المقترحات أيضًا باللغة الفرنسية. أصبحت الفكرة مقبولة بشكل متزايد، إذ أصبح الدليل على المناعة المكتسبة الدائمة واضحًا.
جادل مؤيدو الفكرة مثل سام رينسي، المؤسس المشارك لحزب الإنقاذ الوطني الكمبودي المعارض (سي إن أر بّي)، بأن المناعة، سواء جرى الحصول عليها بشكل طبيعي أو من خلال اللقاح، هي مورد يجب استخدامه للحد من تأثير الجائحة على الاقتصاد العالمي. يعتمد الكثير من الناس في كمبوديا كليًا في معيشتهم على صناعة السياحة التي قُضي عليها. ويمكن أن تستفيد البلدان الفقيرة أيضًا من تسجيل الحالة المناعية لأن هذا سيقلل من إهدار اللقاحات النادرة. واعتمد جواز سفر المناعة الذي اقترحه رينسي فعليًا في الاتحاد الأوروبي تحت اسم «بطاقة الصحة».
اعتبارًا من 4 أبريل عام 2021، لم يتضح بعد ما إذا كان الأشخاص الذين أخذوا اللقاح والذين لا تظهر عليهم أعراض لا يزالون معديين، وبالتالي هم ناشرون صامتون للفيروس، ما يعرض الأشخاص غير الملقحين للخطر. قال ميشال تال، اختصاصي المناعة في جامعة ستانفورد: «يعتقد الكثير من الناس أنه بمجرد تلقيحهم، لن يضطروا إلى ارتداء أقنعة الوجه بعد الآن». «سيكون من المهم حقًا بالنسبة لهم معرفة ما إذا كان عليهم الاستمرار في ارتداء الأقنعة، لأنهم قد يبقون ناقلين للعدوى».
في يناير عام 2021، أعلنت إسرائيل أن جميع الإسرائيليين الذين تلقوا التلقيح الثاني وكذلك جميع الذين تعافوا من العدوى سيكونون مؤهلين للحصول على «جواز سفر أخضر» يعفيهم من متطلبات العزل واختبارات كوفيد 19 الإلزامية، بما في ذلك أولئك الذين وصلوا من الخارج. وفي فبراير عام 2021، أصبحت إسرائيل من أوائل الدول التي طبقت نظام جواز سفر لقاح، أطلق عليه اسم «الجواز الأخضر». وهو مطلوب من أجل الوصول إلى أماكن مثل صالات الألعاب الرياضية والفنادق والحانات والمطاعم.

## حسب المنطقة

### أذربيجان
تطلب أذربيجان دليلًا على التلقيح للأشخاص الذين تزيد أعمارهم عن 18 عامًا لدخول جميع الأماكن العامة تقريبًا. وقد بدأت هذه السياسة في 1 سبتمبر عام 2021. وطالب التفويض الفيدرالي بتلقيح جميع العمال الخاضعين للوائح الحكومية اعتبارًا من 1 أكتوبر عام 2021. وعلى الرغم من هذا الجهد، أشار تقرير إلى دليل على وجود جوازات سفر لقاح مزورة استصدرت عن طريق رشوة العاملين في مجال الرعاية الصحية.

### البرازيل
في ديسمبر عام 2020، وافق مجلس الشيوخ البرازيلي على وثيقة تمنح دليلًا رقميًا لجميع اللقاحات - وليس فقط تلك المتعلقة بكوفيد 19. ومع ذلك، فإن الحاجة الملحة لإنشاء مثل هذا الدليل الرقمي للتلقيح جاءت بسبب جائحة كوفيد 19.